# Потоки (станція)
Потоки — проміжна вузлова залізнична станція 2-го класу Полтавської дирекції Південної залізниці на перетині електрифікованих ліній Полтава-Південна — Кременчук та Потоки — Золотнишине (м. Горішні Плавні). Розташована в селі Кияшки Горішньоплавнівської міської громади Кременчуцького району Полтавської області.

## Історія
Станція Потоки відкрита наприкінці 1870 року, під час прокладання Харківсько-Миколаївської залізниці. 1 січня 1870 року відкритий регулярний рух поїздів лінією Полтава — Кременчук. Станція Потоки на той час особливого значення не мала, переважно використовувалася для заправки паровозів водою.
У 1891 році Полтавським губернським земством було прийняте рішення ділянку автодороги "станція Потоки - Паськовка - пристань Келеберда на р.Дніпро" виключити з кошторису доріг, які утримуються земством та передати на баланс повітових земств. Аргументом для цього слугувало те, що район малозначущий в плані доставлення вантажів до станції, а більш зручний спосіб сполучення - річкою Дніпро. В документі також зазначено що  - "надходження вантажів не потребує облаштованого під'їзду до станції". 
Восени 1941 року, під час німецько-радянської війни, біля станції був підбитий бронепоїзд «Маршал Будьонний» німецькою артилерією. Зараз на цьому місці знаходиться братська могила.
Наприкінці 1940 — початку 1950-х років побудовані зернові склади, овочева база, які потребували послуг залізниці.
У 2009 році на станції проведена модернізація колії, а 2010 року, в ході електрифікації дільниці Полтава-Південна — Кременчук на перегоні Потоки — Блокпост 252 км — Кременчук працівники СМП-685 встановили опори контактної мережі.
6 вересня 2018 року зі станції Золотнишине вирушив перший поїзд під електротягою, завдяки електрифікації дільниці Потоки — Золотнишине, що дало змогу забезпечити електротягою напрямок Полтава-Південна — Кременчук — Користівка — Знам'янка.

## Пасажирське сполучення
На станції Потоки зупиняються приміські поїзди сполученням Полтава — Кобеляки — Кременчук.
З 22 вересня 2018 року призначалися приміські поїзди до станції Золотнишине, проте наприкінці жовтня 2018 року через нерентабільність були скасовані.
Раніше на станції зупинявся, до його скасування, нічний пасажирський поїзд № 375/376 сполученням Харків — Херсон.

## Послуги
- Прийом та видача вагонних відправок вантажів, які допускаються до зберігання на відкритих майданчиках станцій.
- Продаж квитків на пасажирські поїзди.
- Навантаження вагонів з мінеральними добривами, цистерн з бензином, дизпаливом. Для них побудована під'їзна колія. У 2010 році план з вивантаження був виконаний на 126,4 % (900 вагонів), сформовано та відправлено 3285 поїздів[1].